# Hiroshi Miyazawa (piłkarz)
Hiroshi Miyazawa (jap. 宮澤 浩 Miyazawa Hiroshi; ur. 22 listopada 1970) – japoński piłkarz występujący na pozycji obrońcy.

## Kariera klubowa
Od 1993 do 2000 roku występował w klubach JEF United Ichihara, Bellmare Hiratsuka i Sanfrecce Hiroszima.